# 府城四大月老
府城四大月老是臺灣府城（今臺灣臺南市內）四座寺廟所供奉月下老人的合稱，四座寺廟分別為大觀音亭、大天后宮、祀典武廟、重慶寺，據傳四位月老各有職掌。

## 源流
根據日治昭和8年（1933年）出版的《臺南州祠廟名鑑》記載，當時府城供奉月老的寺廟包含大天后宮、臺灣首廟天壇、重慶寺、大觀音亭、普濟殿。
戰後國立成功大學何培夫教授則於民國104年（2015年）時表示，此封號並無歷史典故，是他本人先撰文報導，後由他人冠上。

## 四大月老分工及祭祀

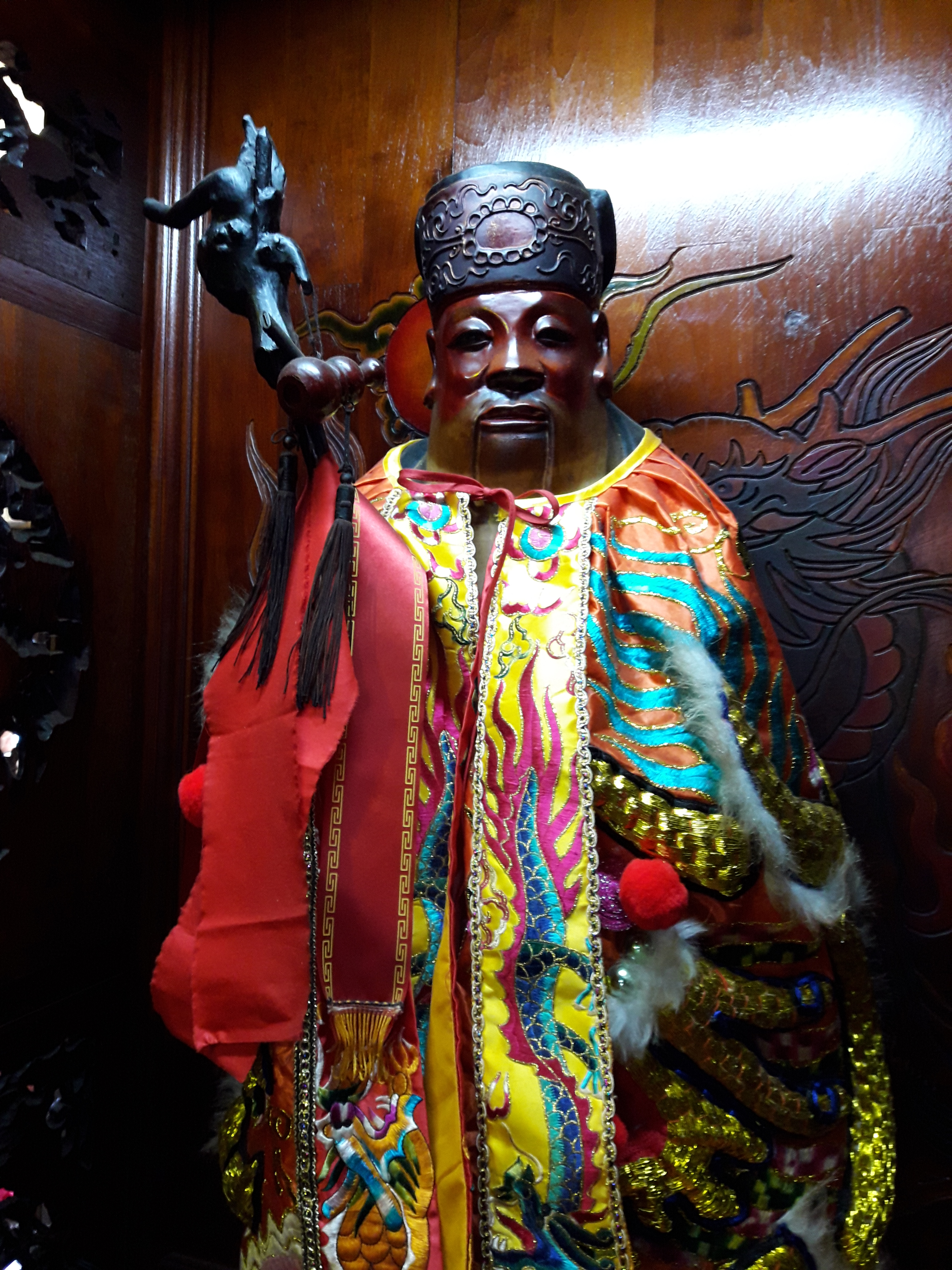
大觀音亭 月老

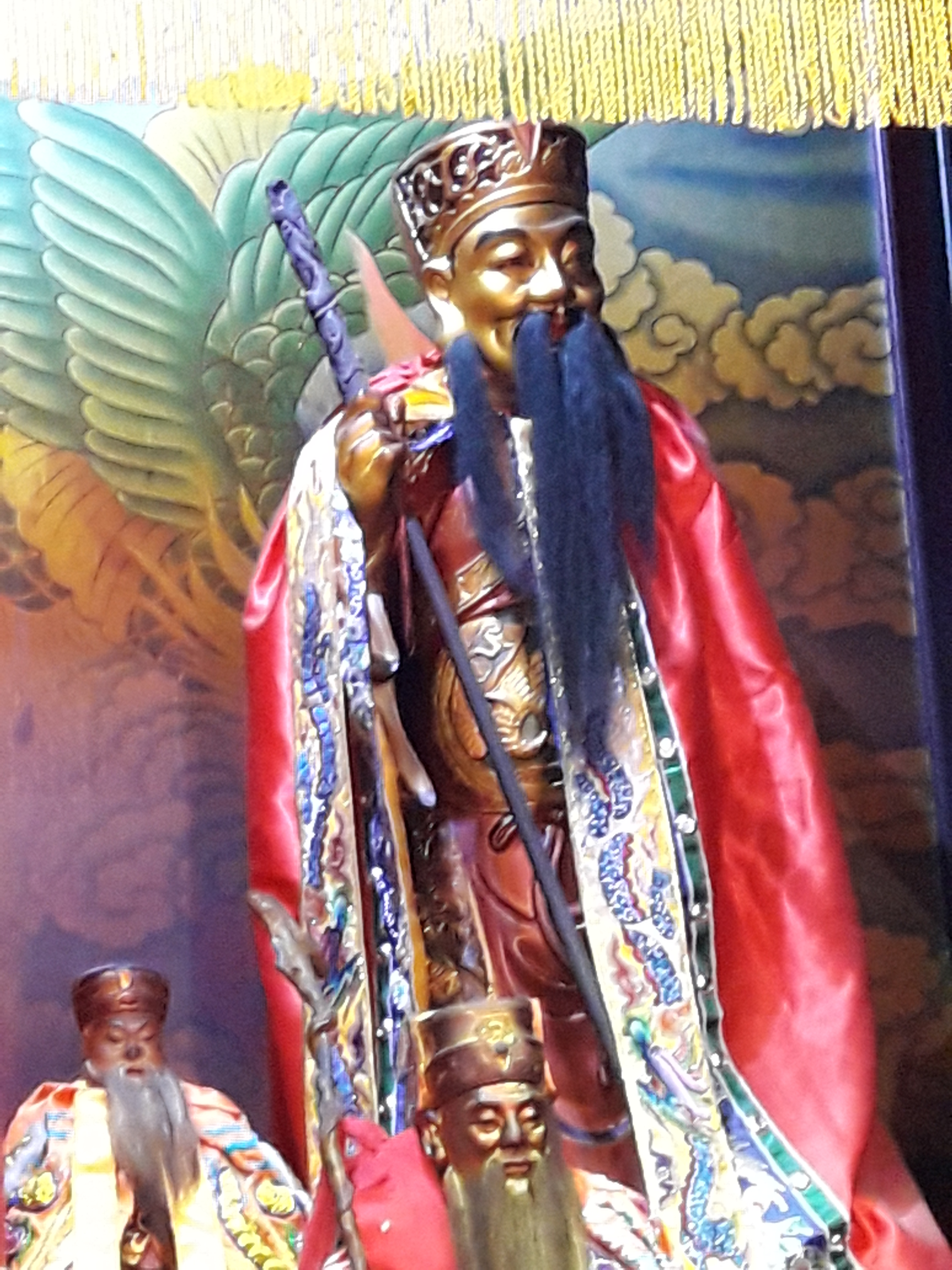
大天后宮 月老

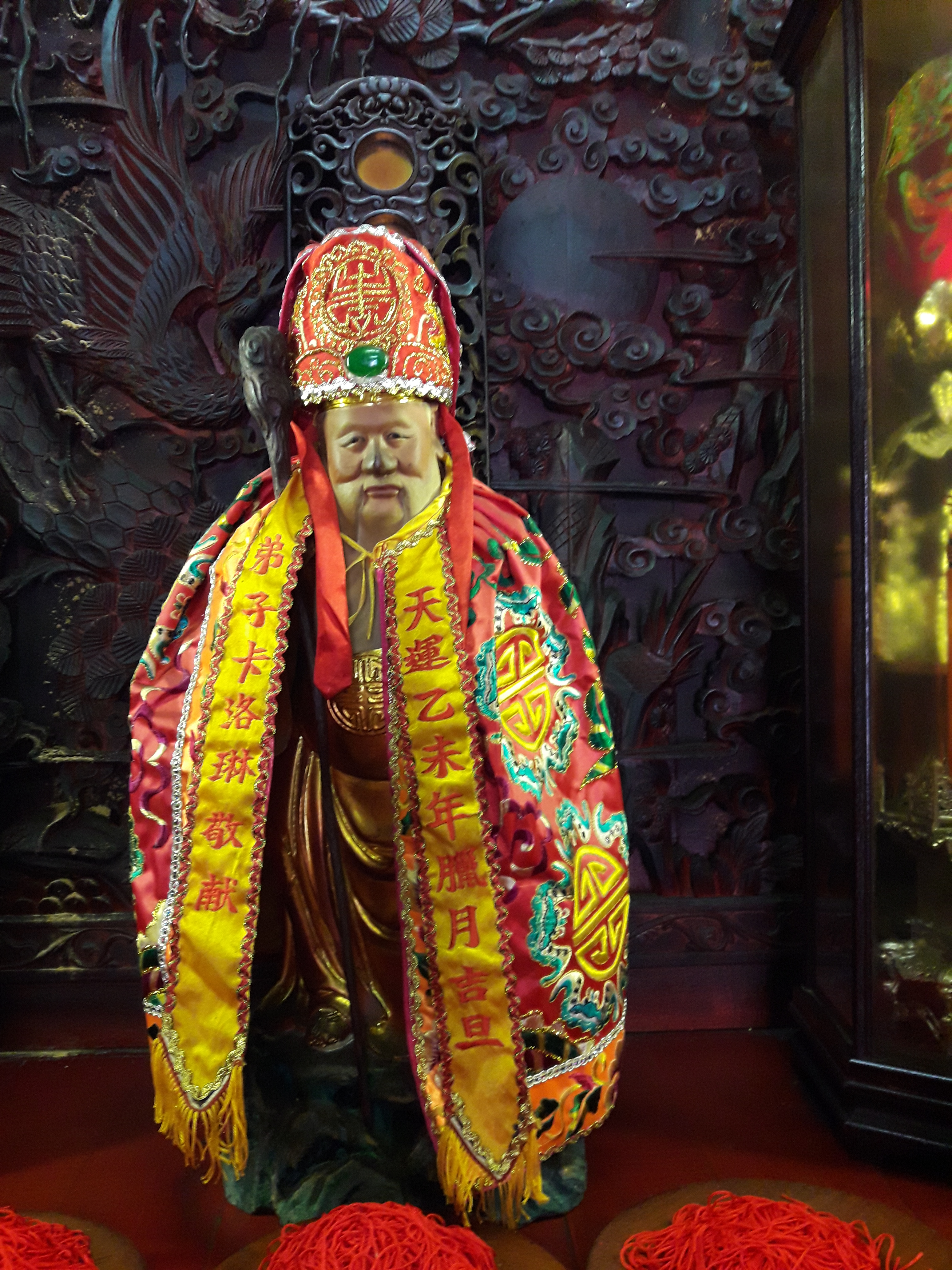
祀典武廟 月老

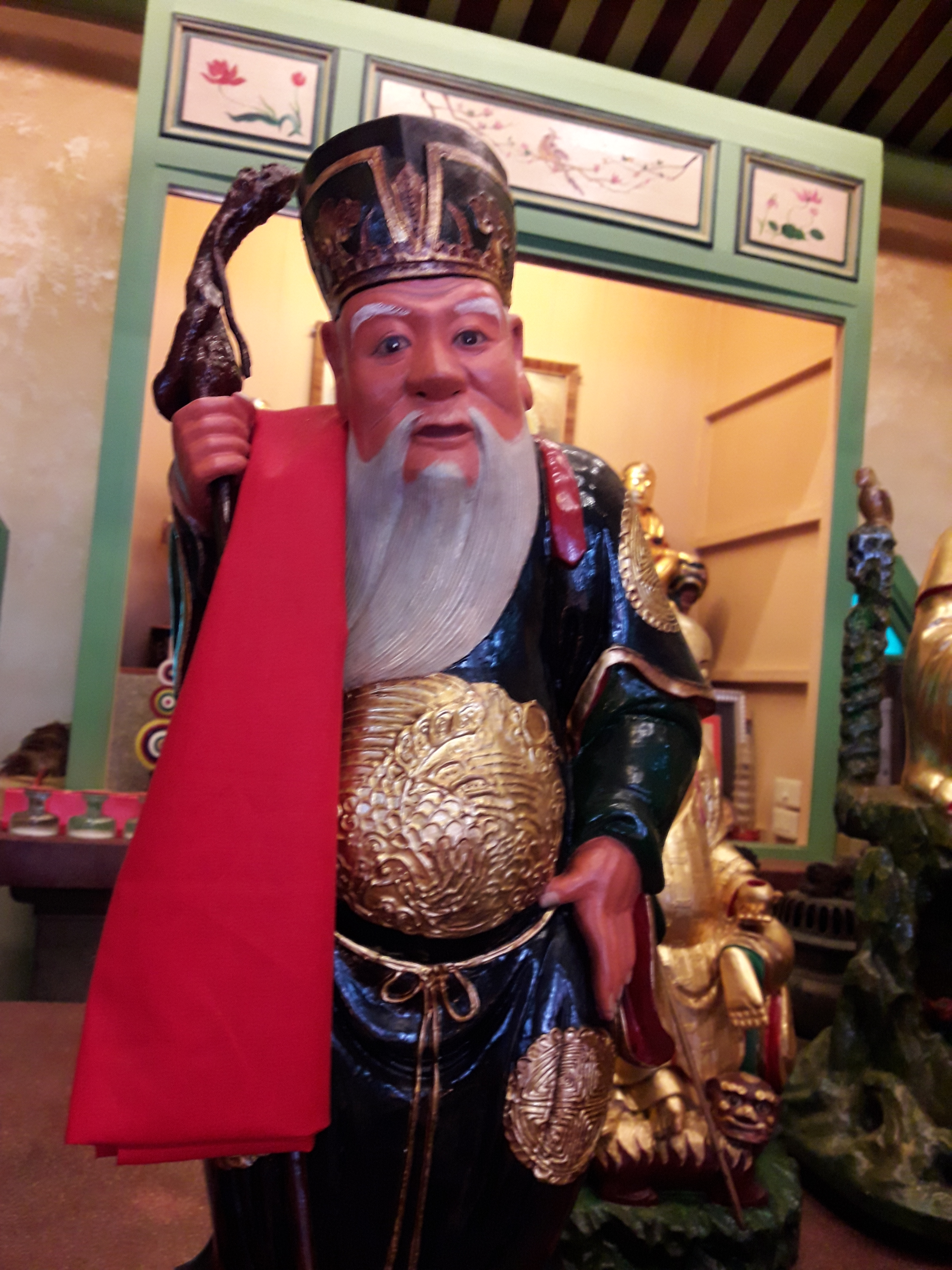
重慶寺 月老

民國104年（2015年）時各廟祭祀方式大致相同，信眾需先準備金紙、香、祭品祭拜主神及月老，稟告自己的姓名、農曆生日、住址、理想對象條件，接著以擲筊方式向月老求取姻緣線、緣粉，經神祇同意後才能拿取，拿取後要在香爐上順時針方向轉三圈過爐。姻緣線求得後可以放在身上、皮夾內、枕頭下；緣粉則可灑在身上增加與對象之緣分。
- 大觀音亭：由於月老神像的嘴巴厚闊、耳朵厚大，據傳能夠傾聽信眾需求、說得好姻緣[2][3]。民國104年（2015年）時廟方人員建議信眾將求偶條件寫在紅紙上、置於月老前方；女姓將緣粉擦在臉頰上，男性則擦於耳後及脖子。此外廟方人員表示姻緣線剪裁時長短不一，抽到短線的據說姻緣地理距離較近、來的較快，抽到長線者則反之。[2]
- 大天后宮：民國104年（2015年）時該廟有大小兩尊月老神像，面容金色[2]。民國102年（2013年）時廟方提供疏文讓信眾需求可以上達天聽[3]；民國104年（2015年）時廟方提供點姻緣燈、遠端電話求籤、集體配對約會等服務，也建議在其他地方求過月老的信眾勿來再求[2]。
- 祀典武廟：民國102年（2013年）時神像神情嚴肅、手持拐杖，拐杖常被解釋為打擊外遇[3]。民國104年（2015年）時此廟提供祈願文、姻緣袋、小玻璃瓶等，祈願文可以放入姻緣袋打上蝴蝶結象徵永結同心，或者放入小玻璃瓶掛在此廟祈願牆上，還願時可以喜餅祭祀、或用「存善念、做善事、說善行」代替。[2]
- 重慶寺：民國104年（2015年）時此寺月老神像頭微傾，被認為能聽男女敘述相思，同年廟方表示求姻緣者以新竹、臺中等外地人居多，其中臺中信眾多是同一位算命師指點而來，並建議以高粱酒做供品[2]。該寺中尚有一醋矸，在清治道光年間、台灣府儒學訓導劉家謀[4]所作《海音詩》中即曾記載，攪動醋矸、取燈油抹對方頭部能增進情侶、夫妻感情，使對方回心轉意。醋矸原本置於觀世音菩薩座下，戰後才改置於速報司前，象徵行動迅速、快速處理[3][5]。民國102年（2013年）時廟方有準備紅紙供信眾書寫陳情事項[5]。

## 月老口紅
2018年台南市市民政局推動宗教優質化，為了在推動廟宇減少金香的過渡期，香金鋪業者可改賣其他替代品，民政局替代役發想設計「月老口紅」、「月老粉餅」系列文創商品，希望輔助金香舖及公廟轉型，成為真正的文創商品，而不是只有包裝沒有理念。
彩妝系列結合台南拜月老廟宇的特色，不同月老有不同「加持」；台南大天后宮月老是為愛情加溫，口紅鮮明橘紅色；祀典武廟月老是解單相思，所以採溫柔豆沙色；大觀音亭月老是見證愛情，使用紫紅色調的梅果色；重慶寺的月老守護愛情，保佑情侶不要吃醋失和，則以醋的米白色呈現。
月老口紅、月老粉餅皆沒有提供任何通路販售，唯一獲得辦法，就是趕快多拉朋友一起來按讚打卡參加抽獎。

## 府城其他月老
- 開隆宮
- 普濟殿：此廟原有負責牽線的月老，民國96年（2007年）時為保持神像對稱而新雕月老婆婆，後負責紀錄姻緣簿[7]。民國104年（2015年）時月老神像黑面嚴肅、頭挽髮髻、未持拐杖，與其他諸神並祀於觀音殿。[2]
- 赤崁樓大士殿
- 開基玉皇宮[2]
- 開基天后宮
- 開基永華宮：民國104年（2015年）時此廟月老神像不戴帽只挽髮髻、笑容可掬，為當時臺南少數配有座椅者。廟方準備可掛在廟前兩棵大樹的許願牌。[2]
- 南廠保安宮：民國104年（2015年）時記者陳俊文認為此廟月老神像颧骨較高。廟方建議以糖果作為供品，也有準備可掛於許願樹上的許願卡。[2]
- 台南東嶽殿
- 臺南關帝殿
- 台南臨水夫人媽廟
- 臺南元和宮白龍庵：民國104年（2015年）時此廟月老神像鑲紅寶石的員外帽，白髮、白眉、白鬍，左腳側有毛筆，與福德正神並祀。[2]
- 玉皇玉聖宮：民國104年（2015年）時此廟月老神像持龍頭杖、杖上掛卷軸，與灶君並祀。供品有鮮花、素果、兩塊鉛（臺語與「緣」同音）、一條紅線、粉餅等，象徵花開結善果、紅線結良緣。祭祀完後紅線跟鉛塊綁一起，可置於皮包內，或者繫在手上（男繫左手、女繫右手），粉餅則抹於臉上或手掌心。[2]
- 赤崁樓大士殿
- 開基開山宮
- 臺灣首廟天壇：相傳此廟月老與武聖廳關帝皆來自黃蘗寺，民國104年（2015年）時月老祭祀於此廟武聖廳，廟前販售月老專用金紙。[2]
- 鹿耳門聖母廟：民國104年（2015年）時記者陳俊文認為此廟月老神像頭部比例較大。廟方準備許願文、姻緣線、DIY姻緣袋、給信徒本人食用的兩顆糖果，還願時信徒需將姻緣袋帶來，歸返後放在房間抽屜據信能增加夫妻感情。[2]
- 鹿耳門天后宮：民國104年（2015年）時記者陳俊文認為此廟月老神像較為清瘦。此廟提供姻緣線、姻緣袋、點姻緣燈、聯誼活動等，廟方建議將求得紅線一端放在姻緣袋內，一端放於袋外以便月老牽線。[2]
- 臺灣府城隍廟
- 臺南聖恩佛祖會
- 普濟殿境集和堂
- 下林建安宮：民國104年（2015年）時此廟月老神像眉毛濃且長，廟方準備的情人卡鎖象徵將對象鎖住，緣粉盒上則印有臺灣話四句聯：「緣粉蓬蓬煙，金銀滿厝間。緣粉灑高高，生子中状元。」又記者陳俊文在報導時提及當時不婚族日多、臺南离婚率飆高之現象。[2]
- 安平靈濟殿
- 八吉境--五帝廟

## 府城其他有關姻緣的神明
- 開隆宮－七娘媽：聖誕日為農曆七月初七，是府城內唯一主祀七娘媽的廟宇；七仙女可以幫忙招到好桃花。
- 臺南南沙宮－黃府夫人：聖誕日為農曆八月十二，專司姻緣之事，不少單身男女至廟內求姻緣，皆有靈應。
- 開基三官廟、臺南北極殿－桃花女：傳統的婚嫁禮俗都與祂有關；據說當兩人兩情相悅時，參拜祂可以讓房事更幸福、更美滿。